# Бигл
Бигл је пасмина пореклом из Велике Британије, а у питању је најстарији гонич. Његово порекло сеже у доба старе Грчке (430. год. п. н. е.). Донесен је у Енглеску Норманима из Скандинавије- њихови пси звани „нортерхундс“ били су укрштани са грејхундима од којих су вероватно наследили брзину и издржљивост.
Бигл је настао отприлике у 14. веку. Највероватније је потомак староенглеских гонича и харијера. Од 1300. године постојали су мали гоничи који су пешке пратили ловце већином у лову на зечеве, али сам назив бигл се појављује тек 1475. године.
Назив бигл је настао од староенглеске речи „begle“ или од келтске речи „beag“ или из француске речи „beigh“ и сва три израза су у значењу мали. Био је цењен као ловачки пас и у краљевској породици. Организовано узгајање ове расе је почело крајем 19. века, а клуб у коме су се гајиле ове животиње је био основан 1890. године. Неколико година касније је ова раса дошла и у САД. Добро подноси топлоту и хладноћу и добро се опходи према другим расама паса.
Биглови су били приказивани у популарној култури још од времена елизабетанске књижевности и слика, а однедавно у филмовима, телевизији и стриповима. Снупи од стрипа Чарли Браун је назван „најпознатијим биглом на свету”.

## Општи изглед
Глава пса има мирно испупчени део мозга и дугачке превисле уши. Код рођења је њушка ружичаста али са старењем тамни. Горња чељуст бигла је изражајна. Очи су сразмерно велике и имају тамносмеђу или боју ораха. Уши су ниско положене и насађене, дугачке преклопљене унапред и предњим крајем су прислоњене тик уз лице. Ухо треба да буде тако дугачко да досеже до њушке. Наседање уха, спољашњи угао ока и горњи део њушкице треба да су у једној линији.
Тело је обрасло кратком грубом длаком. Грудни део је истурен унапред са ребрима. Задње ноге су снажне и добро су прилагођене скоку а шапе имају отпорне јастучиће и донекле су стрме али компактне.
Длака је кратка оштра и прилегла са густом подстадом. Длака треба да осигура добру отпорност на временске услове. Било која обојеност је дозвољена за псе гониче а најчешће је као триколор у комбинацији беле црне и браон боје. Триколорни бигл се рађа као црно бели с тим да делови на глави и ногама почињу постепено да добијају смеђу боју. Врх репа би увек требало да буде бео.

## Нарав
Нарав је мила и пријатељска како према људима тако и према другим псима без агресивности или бојажљивости. Изванредно се показао као домаћи пријатељ, као пријатељ за децу, а његово надгледање се завршава дочеком новог придошлог, у лепшем случају неповерљивим лајањем али радосним на придошлицу. Бигл се дружи са осталим псима и уколико је дружење веће утолико је он срећнији. Ово понекад доводи до тешкоћа јер када остаје сам он непрекидно лаје.
Бигл је природно надарен за учење и радо учи али нема смисао за тренирање за службене псе и од њега не треба очекивати безрезервну послушност и задовољен ће бити у потпуности са различитим играма.
О ловачким квалитетима бигла нема сумњи. Са радошћу ће испуњавати све захтеве паса гонича и на трагу је без премца.
Бигл је темпераментан створ и захтева покрете и запосленост. Одмалена га треба учити одазивању. Када се догоди да је на трагу врло је тешко опозвати га и понекад се губи на по неколико сати.

## Нега и здравље
Длака бигла је кратка и оштра, не лиња се пуно и не захтева више неге од редовног четкања и повременог купања. Може поседовати карактеристичан мирис. Убраја се у прождрљиве псе који ће, уколико му допустите, јести док се не преједе. Уши ове расе су прилично осетљиве и потребно их је редовно прегледати и чистити. Иако се убраја у здраве расе у историји болести бигла јављају се поремећаји раста, епилепсија, обољења костију и очних болести. Просечан животни век паса ове расе је 11 до 15 година.

## Тестирање
Бигл је раса паса која се најчешће користи у тестирању на животињама, због своје величине и пасивне природе. У Сједињеним Државама, чак 65.000 биглова се користи сваке године за медицинске, козметичке, друге хемијске тестове. Они су наменски узгајани и живе свој живот у кавезима подвргнути експериментима. Пројекат Спасење + Слобода (раније Пројекат слободе биглова) успешно се залагао за ослобађање биглова из лабораторија. Ова организација је ослободила стотине животиња.
Биглови се користе у низу истраживачких поступака: фундаментална биолошка истраживања, примењена хумана медицина, примењена ветеринарска медицина и заштита човека, животиња или животне средине. Од 8.018 паса који су коришћени у тестирању у Великој Британији 2004. године, 7.799 су били биглови (97,3%). У Уједињеном Краљевству, Закон о животињама (научне процедуре) из 1986. дао је посебан статус приматима, копитарима, мачкама и псима, а 2005. године Комитет за поступке на животињама (основан овим актом) одлучио је да је тестирање на мишевима пожељно, иако је већи број појединачних животиња био укључен. У 2005. години биглови су били укључени у мање од 0,3% укупних експеримената на животињама у УК, али од 7670 експеримената изведених на псима 7406 је укључивало биглове (96,6%). Већина паса се узгаја посебно за ову сврху, од стране компанија као што је Харлан. У УК компаније које узгајају животиње за истраживање морају бити лиценциране према Закону о животињама (научне процедуре).

### Забране и активизам против тестирања на бигловима
Тестирање козметичких производа на животињама је забрањено у државама чланицама Европске заједнице, иако је Француска протестовала због забране и уложила напоре да се она укине. Тестирање је дозвољено у Сједињеним Државама, али није обавезно ако се безбедност може утврдити другим методама, а Управа за храну и лекове (FDA) није специфицирала тестну врсту. Приликом тестирања токсичности адитива за храну, загађивача хране и неких лекова и хемикалија, FDA користи биглове и минијатурне свиње као сурогате за директно тестирање на људима. Минесота је била прва држава која је 2014. године усвојила закон о усвајању биглова, којим се налаже да се пси и мачке смеју усвојити након што се заврше истраживачка испитивања.
Групе против вивисекције пријавиле су злостављање животиња у објектима за тестирање. Године 1997. на снимку који је тајно снимио слободни новинар у Huntingdon Life Sciences у Великој Британији приказано је особље које удара и дере се на биглове. Consort Kennels, одгајивач биглова за тестирање са седиштем у Великој Британији, затворен је 1997. након притиска група за права животиња.
Постоје различити примери активиста који користе захтеве Закона о слободи информација (FOIA) да би добили информације о финансирању тестирања на животињама од стране пореских обвезника. На пример, Пројекат отпада белих мантила, група активиста који сматрају да порески обвезници не би требало да плаћају 20 милијарди долара сваке године за експерименте на животињама, је истакла да је Национални институт за алергије и заразне болести обезбедио 400.000 долара новца пореских обвезника за финансирају експерименте у којима је 28 биглова заражено паразитима који изазивају болести. Овај пројекат је открио извештаје да су пси који су учествовали у експериментима „урликали од бола“ након што су им убризгане стране супстанце. Након негодовања јавности, агенција Људи за етички третман животиња (PETA) позвала је на акцију да сви чланови Националног института за здравље одмах дају оставке и да постоји „потреба да се пронађе нови директор NIH-а који ће заменити одлазећег Френсис Колинса који ће укинути истраживања која нарушавају достојанство нељудских животиња."

## Галерија
- Бигл.
- Два бигла.
- Биглови.
- Биглови на мору.
- Два бигла.
- Бигл.
- Бигл.
- Бигл у кући.